# داني وليامز (لاعب دوري الرغبي أسترالي)
داني وليامز (بالإنجليزية: Danny Williams)‏ هو لاعب دوري الرغبي أسترالي، ولد في 4 سبتمبر 1973 في Hornsby, New South Wales ‏ في أستراليا.